# Route nationale 461
Pour les articles homonymes, voir Route 461.
La route nationale française 461 ou RN 461 était une route nationale française reliant Dijon à la frontière suisse via Besançon coupée en deux parties :
- D'abord un tronçon se détachant de la RN 70 à Arc-sur-Tille pour rejoindre Pontailler-sur-Saône et la RN 459 ;
- Puis, après plus de 50 km de tronc commun avec des routes nationales de numéros inférieurs, on retrouvait la RN 461 se détachant de la RN 67 à La Vèze pour rejoindre la frontière suisse dans la direction de Le Locle vers Villers-le-Lac.

À la suite de la réforme de 1972 et au modification de tracé de la RN 57 qui fut prolongée de Besançon jusqu'à la Suisse et remplaça la RN 67 de Besançon à La Vèze, la RN 461 devint, dans son prolongement, de La Vèze à Étalans, elle aussi RN 57. Elle fut renommée RD 961 sur son tronçon ouest en Côte-d'Or et RD 461 sur le reste de son tracé et est progressivement mise à la norme de voie express en 2×2 voies.

## Ancien tracé d'Arc sur Tille à Pontailler D 961
- Arc-sur-Tille (km 0)
- Binges (km 6)
- Étevaux (km 9)
- Vonges (km 17)
- Pontailler-sur-Saône (km 18)

De là, on la perd sur plus de 50 km. Elle faisait en effet tronc commun avec la RN 459 de Pontailler-sur-Saône à Recologne, puis avec la RN 67 d'Audeux à La Vèze en passant par Besançon.

## Ancien tracé de La Vèze à Étalans N 57
Ce tracé étant à 2×2 voies il ne traverse plus aujourd'hui aucun village, mais l'ancienne RN 461 passait par :
- Mamirolle (km 86)
- L'Hôpital-du-Grosbois D 397 dans la traversée du village (km 92)
- Étalans (km 97)

## Ancien tracé d'Étalans aux Fins D 461
- Valdahon (km 103)
- Avoudrey (km 109)
- Flangebouche (km 112)
- Fuans (km 121)
- Les Fins (km 132)

La route faisait ensuite tronc commun avec la RN 437 (actuelle D 437) jusqu'à Morteau.

## Ancien tracé de Morteau à la frontière suisse D 461
- Villers-le-Lac (km 144)
- Frontière suisse au Col des Roches (km 148) H20